# Independence Bowl 2023
Match précédent Match suivant
L'Independence Bowl 2023 est un match de football américain de niveau universitaire joué après la saison régulière de 2023, le 16 décembre 2023 à l'Independence Stadium situé à Shreveport dans l'État de la Louisiane aux États-Unis. 
Il s'agit de la 47e édition de l'Independence Bowl.
Le match met en présence l'équipe des Golden Bears de la Californie issue de la Pacific-12 Conference et l'équipe des Red Raiders de Texas Tech issue de la Big 12 Conference.
Il débute vers 19 h 20 locales (22 h 52 en France) et est retransmis à la télévision par ESPN,.
Sponsorisé par la société Radiance Technologies, le match est officiellement dénommé le 2023 Radiance Technologies Independence Bowl. 
Texas Tech remporte le match sur le score de 34 à 14.

## Présentation du match
Il s'agit de la 2e rencontre entre les deux équipes, :
| Saison | Date             | Vainqueur  | Score   | Compétition       |
| ------ | ---------------- | ---------- | ------- | ----------------- |
| 2004   | 30 décembre 2004 | Texas Tech | 45 - 21 | Holiday Bowl 2004 |

| Équipes                                                                                            | Couleurs | Conférences | Entraîneurs                    | Stats. saison rég. | Classements avant le bowl | Classements avant le bowl | Classements avant le bowl |
| -------------------------------------------------------------------------------------------------- | -------- | ----------- | ------------------------------ | ------------------ | ------------------------- | ------------------------- | ------------------------- |
| Équipes                                                                                            | Couleurs | Conférences | Entraîneurs                    | Stats. saison rég. | CFP                       | AP                        | Coaches                   |
| Golden Bears de la Californie                                                                      |          | Pac-12      | Justin Wilcox (en) (7e saison) | 6-6                | NC                        | NC                        | NC                        |
| Red Raiders de Texas Tech                                                                          |          | Big-12      | Joey McGuire (en) (2e saison)  | 6-6                | NC                        | NC                        | NC                        |
| - Arbitre : Jerry Magallanes - Équipe donnée favorite par les bookmakers : Texas Tech par 2½ point |          |             |                                |                    |                           |                           |                           |

### Golden Bears de la Californie
Roster 2023 des Golden Bears
Avec un bilan global en saison régulière de 6 victoires et 6 défaites (4-5 en matchs de conférence), California est éligible et accepte l'invitation pour participer à l'Independence Bowl 2023.
Ils terminent 7e/12 de la Pacific-12 Conference et n'apparaissent pas dans les classements CFP, AP et Coaches.
Il s'agit de leur première participation à l'Independence Bowl et le 25e bowl de leur histoire.

### Red Raiders de Texas Tech
Roster 2023 des Red Raiders
Avec un bilan global en saison régulière de 6 victoires et 6 défaites (5-4 en matchs de conférence), Texas Tech est éligible et accepte l'invitation pour participer à l'Independence Bowl 2023.
Ils terminent 7e de la Big 12 Conference et n'apparaissent pas dans les classements CFP, AP et Coaches.
Il s'agit de leur 3e participation à l'Independence Bowl et le 41e bowl de leur histoire :
| Saisons | Dates            | Vainqueurs | Scores  | Finalistes | Bilan   |
| ------- | ---------------- | ---------- | ------- | ---------- | ------- |
| 1986    | 20 décembre 1986 | Ole Miss   | 20 - 17 | Texas Tech | D : 0-1 |
| 1998    | 31 décembre 1998 | Ole Miss   | 35 - 18 | Texas Tech | D : 0-2 |